# ميكسن نيا (فلم)
ميكسن نيا (بالإنجليزية: Mixing Nia)، هُو فيلم كوميديا درامية أمريكي صدر سنة 1997 وأخرجته أليسون سوان. الفيلم من بطولة كارين بارسونز.

## وصلات خارجية
- مقالات تستعمل روابط فنية بلا صلة مع ويكي بيانات